# Cotarsina clavata
Cotarsina clavata là một loài bướm đêm trong họ Noctuidae.